# Ante Brkić
Ante Brkić (ur. 31 marca 1988 w Stari Mikanovci) – chorwacki szachista, arcymistrz od 2007 roku.

## Kariera szachowa
W latach 1996–2008 wielokrotnie reprezentował barwy Chorwacji na mistrzostwach świata i Europy juniorów w różnych kategoriach wiekowych, największy sukces odnosząc w 2000 r. w Oropesa del Mar, gdzie zdobył brązowy medal mistrzostw świata juniorów do 12 lat. 
W 2003 r. zwyciężył w otwartym turnieju Metalis w Bizovacu oraz podzielił III m. (za Aleksandrem Delczewem i Kimem Pilgaardem, wspólnie z Robertem Markusem) w Suboticy, w 2004 r. zwyciężył (wspólnie z Misą Papem) w Vinkovci, natomiast w 2005 r. wypełnił dwie normy na tytuł arcymistrza, w Bošnjaci (dz. I m. wspólnie z m.in. Hrvoje Steviciem, Davorem Rogiciem i Nikolą Sedlakiem) oraz w Warszawie (podczas indywidualnych mistrzostw Europy), jak również zwyciężył w turnieju open w Velikiej Goricy. W 2006 r. zajął I m. w Bosnjaci, zwyciężył (wspólnie z Sinisą Draziciem) w Djakowie, natomiast podczas drużynowych mistrzostw Bośni i Hercegowiny wypełnił trzecią arcymistrzowską normę. W 2007 r. podzielił I m. (wspólnie z Imre Herą, Robertem Rabiegą, Ilją Balinowem, Grzegorzem Gajewskim i Radosławem Jedynakiem) w Oberwarcie, w 2008 r. zwyciężył w Puli oraz podzielił II m. (za Eldarem Hasanowem, wspólnie z m.in. Antonem Korobowem, Jirim Stockiem i Henrikiem Teske) w Pardubicach, w 2009 r. zwyciężył w Zagrzebiu oraz podzielił I m. (wspólnie z Marko Tratarem i Ante Sariciem) w Bošnjaci, w 2010 r. podzielił II m. (za Michaiłem Ułybinem, wspólnie z Julianem Radulskim) w Zagrzebiu, natomiast w 2011 r. zdobył w Marija Bistrica tytuł indywidualnego mistrza Chorwacji (za 2010 rok), podzielił II m. w Bošnjaci (za Robertem Markusem, wspólnie z Blazimirem Kovaceviciem) i Biel (za Ni Hua, wspólnie z Ołeksandrem Kowczanem, Borysem Graczewem i Tigranem Graramjanem) oraz zwyciężył (wspólnie z Robertem Zelciciem i Robertem Markusem) w Bolu.
Wielokrotnie reprezentował Chorwację w turniejach drużynowych, m.in.:
- trzykrotnie na olimpiadach szachowych (w latach 2004, 2006, 2012)[3],
- trzykrotnie na drużynowych mistrzostwach Europy (w latach 2007, 2011, 2013)[4],
- dwukrotnie na drużynowych mistrzostwach Europy juniorów do 18 lat (w latach 2002, 2006)[5],
- pięciokrotnie na turniejach o Puchar Mitropa (Mitropa Cup) (w latach 2002, 2003, 2004, 2005, 2006); trzykrotny medalista wspólnie z drużyną: złoty (2004), srebrny (2005) i brązowy (2006)[6].

Najwyższy ranking w dotychczasowej karierze osiągnął 1 września 2021 r., z wynikiem 2621 punktów.